# غابرييل فييرا
غابرييل فييرا هو لاعب كرة قدم برازيلي، ولد في 14 نوفمبر 1977. لعب مع جنرال كاباليرو ‏.

## وصلات خارجية
- غابرييل فييرا على موقع قاعدة بيانات كرة القدم.إي يو (الإنجليزية)
- غابرييل فييرا على موقع Soccerway.com (الإنجليزية)